# Andrzej Brzeski (muzyk)
Andrzej Tadeusz Brzeski (ur. 25 marca 1944 w Milanówku, zm. 19 października 2010 w Pile) – polski muzyk jazzowy i bluesowy, puzonista, kompozytor i aranżer, założyciel i lider jazzowego zespołu Paradox, przedsiębiorca.

## Życiorys
Urodził się i mieszkał w Milanówku, potem kontynuował naukę w Grodzisku Mazowieckim, gdzie grał na puzonie w szkolnym zespole. Następny jego zespół powstał w Żyrardowie. Na organizowanym tam konkursie zespołów jazzowych zajęli drugie miejsce. Potem Andrzej Brzeski podjął naukę w średniej szkole muzycznej nr 1 w Warszawie, ucząc się jednocześnie w wieczorowym liceum ogólnokształcącym w Pruszkowie.
W 1967, wraz ze studentami Państwowej Wyższej Szkoły Muzycznej, utworzył w Warszawie zespół Paradox, grający jazz progresywny. W 1968 zespół wziął udział w studenckim festiwalu Jazz nad Odrą we Wrocławiu wygrywając w kategorii zespołów jazzu nowoczesnego (drugie miejsce zajął zespół Zbigniewa Seiferta). Paradoksowi przyznano także nagrodę za przygotowany na festiwal repertuar. Osobno doceniono Andrzeja Brzeskiego, który oprócz wyróżnienia jako solista otrzymał również nagrodę dziennikarzy.
Zachęcony przez kierownika klubu „Hybrydy” (z którym wtedy związany był Paradox), Andrzej Brzeski napisał piosenkę i zespół w 1969 wziął udział w Studenckim Festiwalu Piosenki w Krakowie. Utworem „Ballada o Wyspie Królów” zdobyli tam I miejsce. Podczas kolejnych lat i występów Paradox bywał wielokrotnie nagradzany, a jego lider otrzymywał nagrody i wyróżnienia za kompozycje i aranżacje.
Po likwidacji Paradoksu Andrzej Brzeski współpracował z innymi polskimi wykonawcami. Pisał piosenki dla Andrzeja Dąbrowskiego („Dziewczyna perkusisty”) czy sióstr Winiarskich („Gdzie te lata swingu” i „Ja ci dam kaktusa”).
W 1974 Andrzejowi Brzeskiemu powierzono funkcję kierownika muzycznego Międzynarodowej Wiosny Estradowej w Poznaniu. 
W połowie lat 70., wobec postępującego ograniczania przez PSJ możliwości grania jazzu na rzecz muzyki popularnej i występowania w charakterze akompaniatorów, Andrzej Brzeski zdecydował się na rozwiązanie zespołu i wyjazd poza granice Polski. Przez 17 lat przebywał na terenie Szwecji i Norwegii grając w tamtejszych zespołach angażowanych najczęściej do klubów i restauracji hotelowych. W 1979 podczas kolejnego pobytu w Polsce wziął udział w trasie koncertowej zespołu Krzysztofa Klenczona.
Wrócił do Polski w połowie lat 80. (choć nie zrezygnował całkowicie z wyjazdów do Skandynawii, grając tam m.in. w zespole Bluesdorf Orchestra). W 1987 osiedlił się w Głowaczewie koło Wałcza. Założył tam i prowadził, wraz z żoną Eweliną, ośrodek wypoczynkowy.
W 1990 zorganizował w Głowaczewie ogólnopolski festiwal „Blues nad Piławą”, na którym występowali czołowi polscy muzycy tego gatunku. Festiwal miał swoje kolejne edycje aż do 1993. W latach następnych występy muzyków bluesowych odbywały się już tylko w lokalu pensjonatu. Koncert z 1999 roku, z udziałem amerykańskiego gitarzysty i wokalisty jazzowo-bluesowego Mike’a Russella (z którym Andrzej Brzeski współpracował) został zarejestrowany na płycie Mike Russell – Blues Party Nad Piławą. W 2008 Andrzej Brzeski zorganizował spotkanie byłych członków Paradoksu, z okazji 40. rocznicy powstania zespołu. W 2009 odbył się w Pile festiwal „Blues Party”, którego Andrzej Brzeski był pomysłodawcą i organizatorem.
Andrzej Brzeski był aktywnym muzykiem i organizatorem życia muzycznego. W ostatnich latach swego życia współpracował, wielokrotnie koncertując i uczestnicząc w nagraniach, z polskim zespołem Blues Menu. Utworzył duet BP Band wraz z saksofonistą i klarnecistą Piotrem Pawlakiem. Współpracował z lokalnymi mediami pisząc recenzje muzyczne.
Był dwukrotnie żonaty z Alicją i Eweliną. Z pierwszego małżeństwa miał dwóch synów, a z drugiego syna i dwie córki.
Zmarł 19 października 2010 w pilskim szpitalu (na skutek wirusowego zapalenia pnia mózgu). Pochowany został na Cmentarzu Komunalnym w Pile.

### Kariera biznesowa
W 1991 roku założył firmę rodzinną PHU ISOL SC, która zajmowała się zaawansowanymi technologiami grzewczymi. Od 2001 roku firma rozpoczęła produkcję palników na pellet pod marką Pellas X. Produkty szybko zyskały uznanie wśród klientów zarówno w kraju jak i za granicą, czego wynikiem były zdobyte wyróżnienia dla palników na targach branżowych:
- 2005 Targi PELLETS-EXPO - III miejsce,
- 2008 Targi Piekarnictwa i Cukiernictwa BALTPIEK - Medal Mercurius Gedanensis w kategorii maszyny i urządzenia,
- 2008 Międzynarodowe targi technologii spożywczych POLAGRA-TECH - I miejsce.

Po śmierci działalność kontynuują jego synowie przez firmy PHU Isol Bis oraz Pellas X Sp. z o.o. Sp. k.

## Dyskografia
- 1969 Różni artyści New Faces in Polish Jazz (m.in. Paradox)
- 1971 Paradox – Drifting Feather (Lotne piórko) seria Polish Jazz vol. 26
- 1971 Václav Zahradník – A Hosté Jazzového Festivalu Praha 1970 (Supraphon)
- 1973 Marianna Wróblewska – Byle bym się zakochała (Paradox jako zespół towarzyszący)
- 1973 Václav Zahradník East All Stars Band Interjazz (Supraphon)
- 1974 Jan Ptaszyn Wróblewski i Studio Jazzowe Polskiego Radia – Sprzedawcy glonów
- 1999 Mike Russell – Blues Party nad Piławą
- 2008 Blues Menu – Chiński Mur
- 2010 Blues Menu – Na żywo w Bajce (nagrana 8 listopada 2008)